# Delta Persei
Delta Persei (39 Persei) é uma estrela na direção da constelação de Perseus. Possui uma ascensão reta de 03h 42m 55.48s e uma declinação de +47° 47′ 15.6″. Sua magnitude aparente é igual a 3.01. Considerando sua distância de 528 anos-luz em relação à Terra, sua magnitude absoluta é igual a −1.67. Pertence à classe espectral B5III SB. É uma estrela variável γ Cassiopeiae.